# Ça me fait rêver/Voilà pourquoi je chante/Génération 78
Ça me fait rêver/Voilà pourquoi je chante/Génération 78  è un EP della cantante italo-francese Dalida, pubblicato nel 1978 da Carrere.
L'EP è composto da tre titoli: Ça me fait rêver, Génération 78 e Voilà pourquoi je chante.
Nei brani Génération 78 e Ça me fait rêver, Dalida duetta con Bruno Guillain. Entrambi sono dei medley di brani celebri della cantante.
In Francia viene spesso considerato il primo videoclip musicale francese.

## Tracce
Lato A
1. Ça me fait rêver (medley) – 15:00

Lato B
1. Voilà pourquoi je chante (versione integrale) – 7:00
2. Génération 78 (medley) – 7:25